# Scapania jensenii
Scapania jensenii là một loài rêu tản trong họ Scapaniaceae. Loài này được (K. Müller) Schljakov miêu tả khoa học lần đầu tiên năm 1975.